# Cmentarz wojenny nr 92 – Stróżówka
Cmentarz wojenny nr 92 – Stróżówka – austriacki cmentarz z I wojny światowej, zaprojektowany przez Hansa Mayra. Znajduje się w miejscowości Stróżówka. Jeden z ponad 400 zachodniogalicyjskich cmentarzy wojennych zbudowanych przez Oddział Grobów Wojennych C. i K. Komendantury Wojskowej w Krakowie.
Cmentarz znajduje wśród pól na wschód od drogi nr 977. Otoczony jest prawie w całości murowanym płotem. Ma kształt wielokąta złożonego z dwóch prostokątów o powierzchni około 86 m². Na cmentarzu jest pochowanych 98 żołnierzy rosyjskich w pięciu grobach zbiorowych poległych w maju 1915 roku. Na grobach zachowały się kute żelazne krzyże dwuramienne oraz na terenie cmentarza znajduje się zrekonstruowany krzyż centralny.

## Galeria

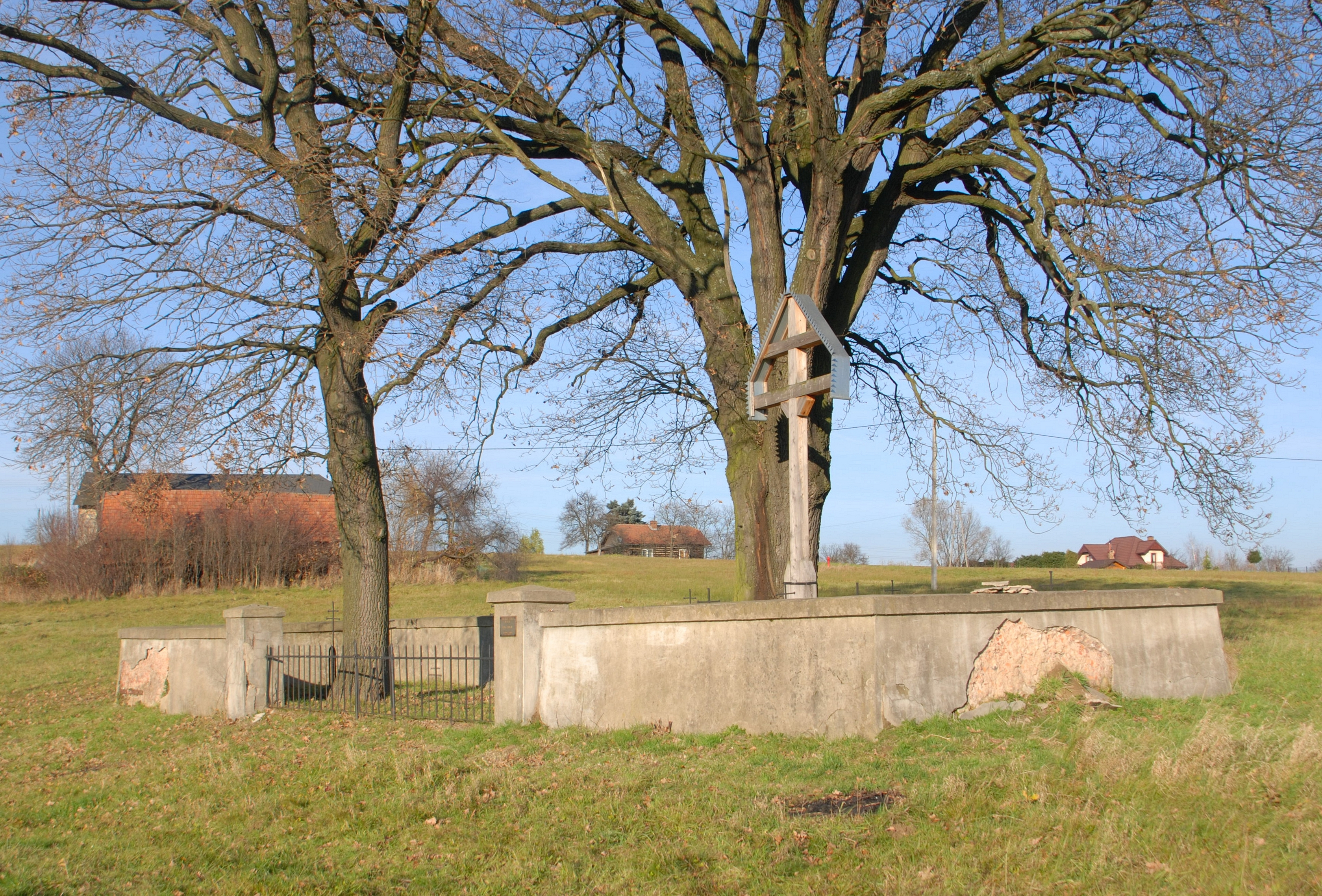
Widok ogólny od strony południowej
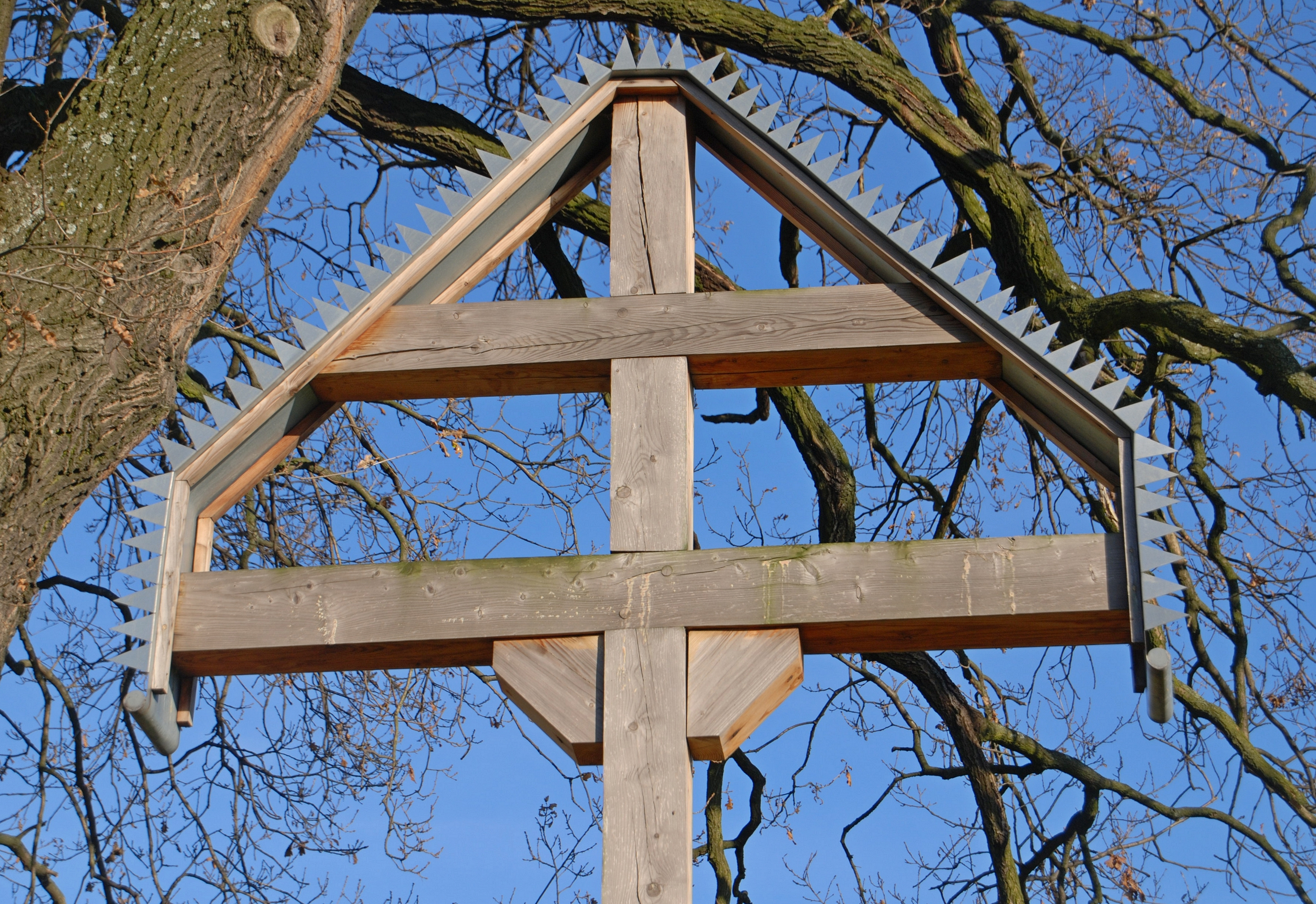
Prawosławny krzyż centralny Mayra
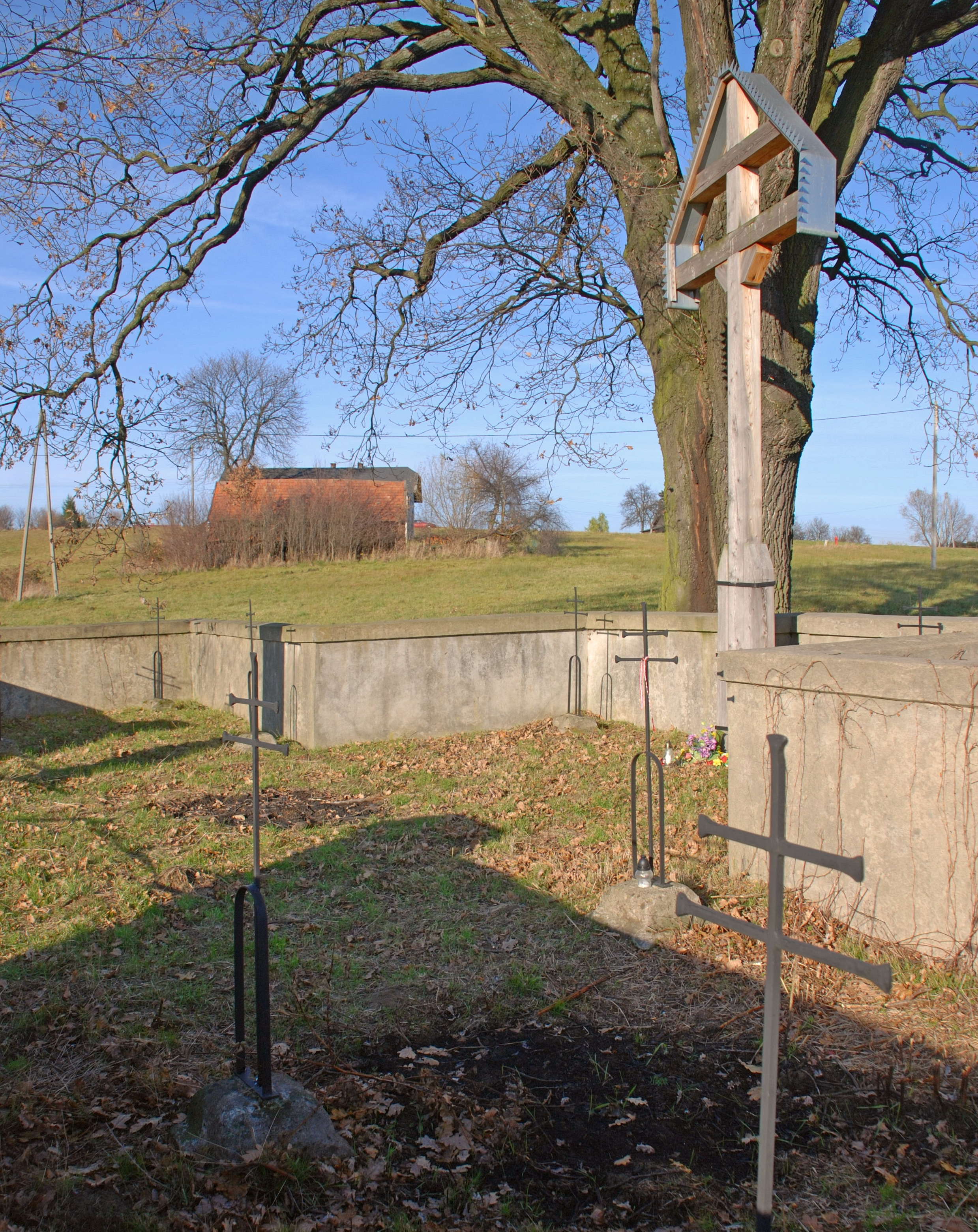
Fragment cmentarza
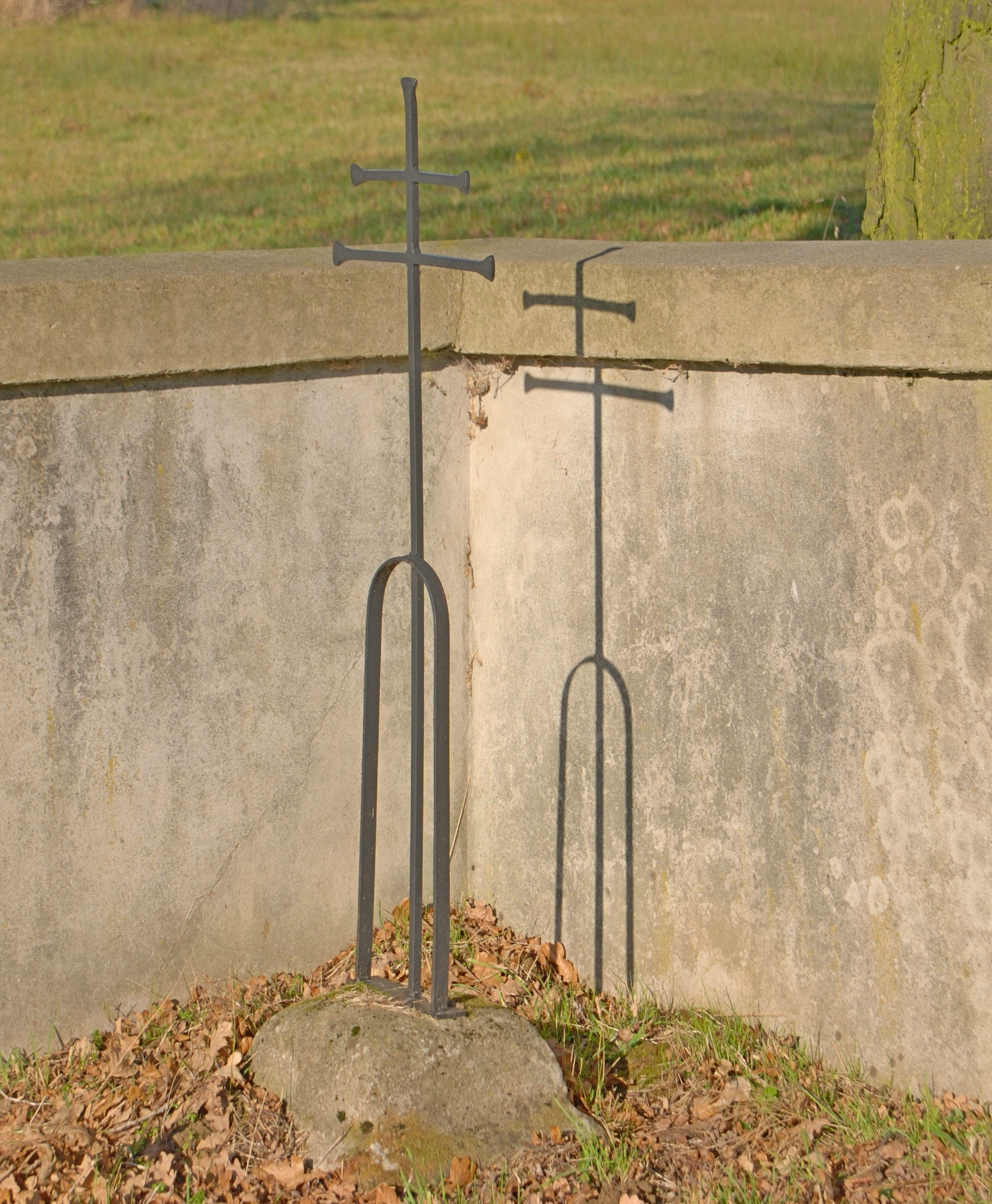
Krzyż dwuramienny
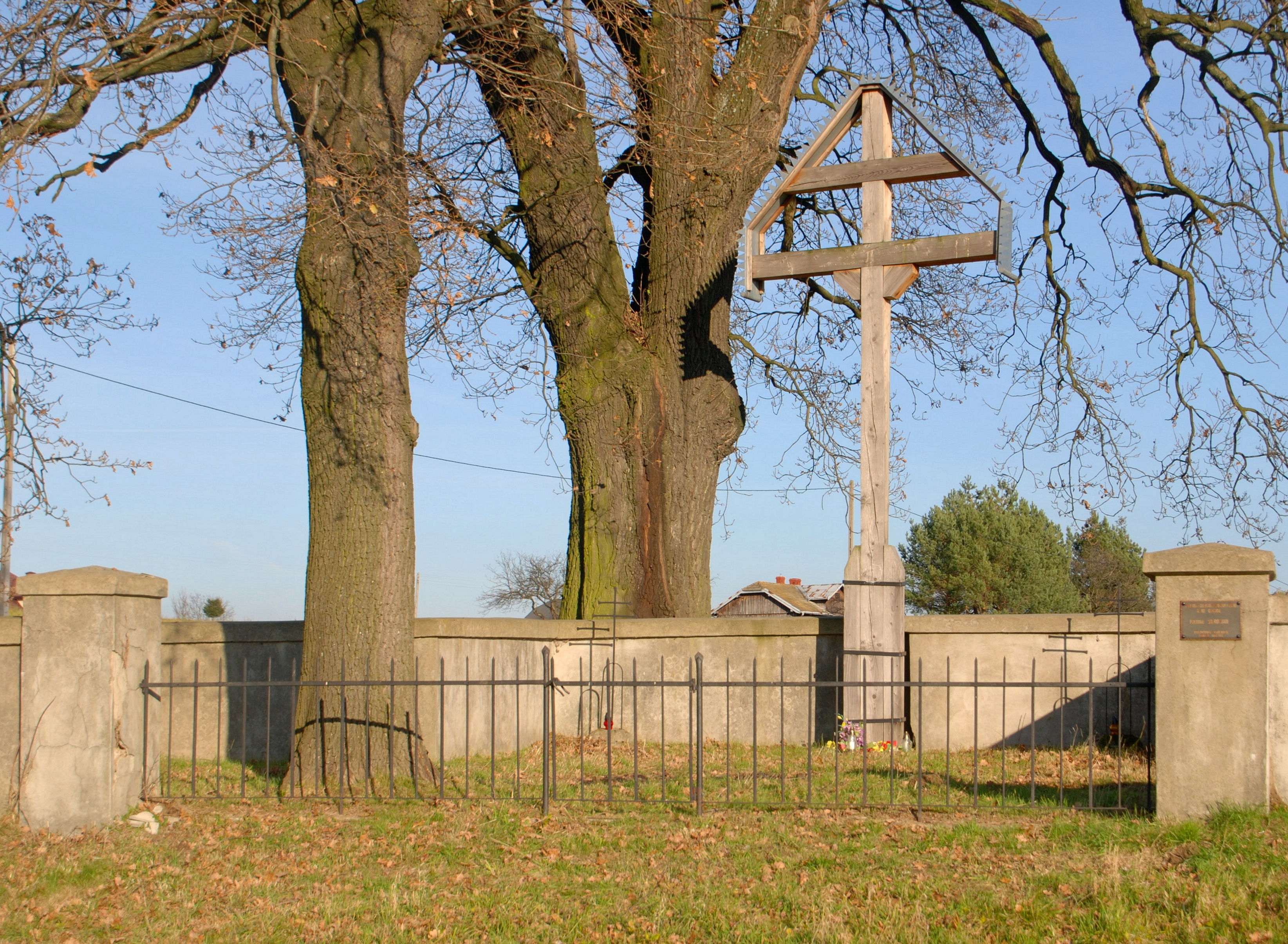
Widok na pomnik centralny
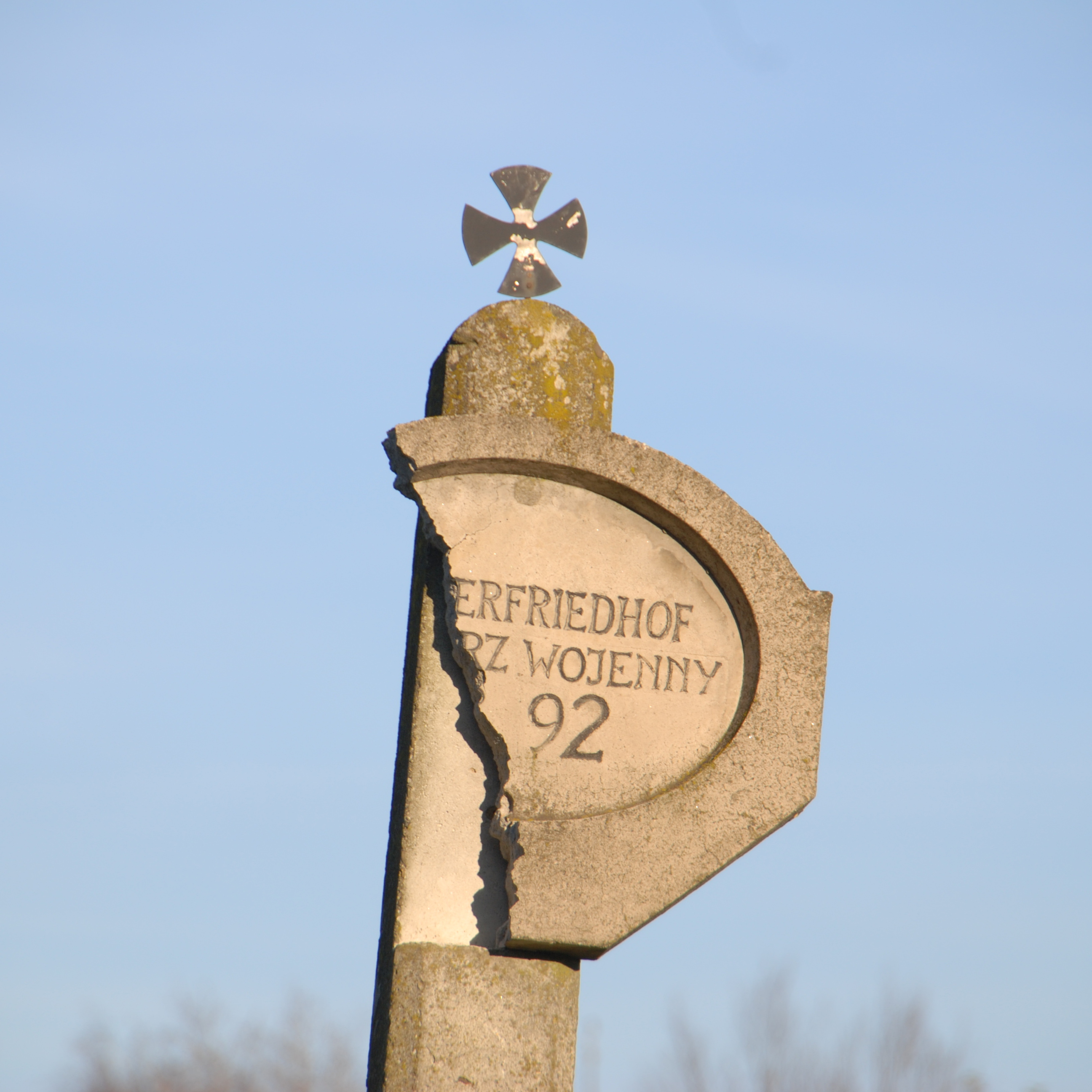
Drogowskaz